# Patrick Asiata
Patrick Asiata (ur. 13 sierpnia 1985) – samoański piłkarz występujący na pozycji pomocnika. W 2012 roku wziął udział w Pucharze Narodów Oceanii.